# Francisco Javier Sanz Fernández
Francisco Javier Sanz Fernández (València, 13 de gener de 1949) és un polític i professor valencià.

## Biografia
Estudià enginyeria agrònoma a la Universitat Politècnica de València i fou professor adjunt interí (1972) i professor adjunt numerari (1978) en la Càtedra d'Operacions Bàsiques d'Indústries Agrícoles de l'ETSIA de la Universitat Politècnica de València. De 1971 a 1974 ha estat Professor de Biologia a batxillerat i de primer curs de Farmàcia al CEU Sant Pau de València. El 1974-1975 també treballà a l'Institut d'Agroquímica i Tecnologia d'Aliments del Consell Superior d'Investigacions Científiques.
El 1976 es va afiliar al PSOE i a la FETE-UGT i ha estat Secretari de Relacions Polítiques de la Comissió Executiva Provincial de València del PSPV-PSOE, així com Secretari de Premsa de la Comissió Executiva Nacional del País Valencià del PSPV-PSOE.
Fou candidat per la província de València a les eleccions generals espanyoles de 1977, però no fou escollit. Sí que fou escollit, però, a les de 1979, 1982, 1982 i 1986. En el Congrés dels Diputats fou vocal de la Comissió de Pressupostos (1982-1986). Alhora, fou director general de política interior del Consell del País Valencià (1978-1979)
Posteriorment fou elegit diputat a les eleccions al Parlament Europeu de 1987, 1989 i 1994. Posteriorment ha estat membre del Consell Social Valencià i el 2004-2005 fou rector en funcions de la Universitat Politècnica de València.